# Otniel
Otniel Ben Kenaz (in Lingua ebraica: עתניאל בן קנז, il cui nome significa «leone di Dio») è stato il primo dei Giudici d'Israele. 

## Presentazione
Otniel (a volte indicato come Othniel o Othoniel) era membro della tribu di Giuda e suo padre era Kenaz, fratello cadetto di Caleb. Divenne il primo giudice dopo la morte di Giosuè. La sua storia viene narrata prima nel Libro di Giosuè, e poi nel Libro dei Giudici (Capitoli 1 e 3).

## Narrazione biblica
La moglie di Othoniel era la cugina Acsa, figlia di Caleb il quale aveva offerto la sua mano a chi avrebbe conquistato la città di Kirjath-Sépher (antico nome della città di Debir, che sorgeva nei pressi dell'attuale Dahriya, in Cisgiordania). Otniel quindi l'ebbe in sposa per il coraggio dimostrato nel guidare la conquista della città.
Poi, il testo biblico racconta dell'allontanamento degli Israeliti dal loro Dio e di come essi si unirono a donne cananee.
Un re della Mesopotamia, Kusham-Risheatayim, occupò allora la regione.
Otniel apparve come il salvatore inviato da Dio. Egli raccolse un esercito e sgominò gli invasori, assicurando la pace alla Terra di Israele per quarant'anni.
Ad Otniel succedette, come giudice d'Israele, Eud.